# U-572
Unterseeboot 572 foi um submarino alemão do Tipo VIIC, pertencente a Kriegsmarine que atuou durante a Segunda Guerra Mundial.

## Comandantes
| Comandante             | Data                                         |
| ---------------------- | -------------------------------------------- |
| Kptlt. Heinz Hirsacker | 29 de maio de 1941 - 18 de dezembro de 1942  |
| Oblt. Heinz Kummetat   | 18 de dezembro de 1942 - 3 de agosto de 1943 |

## Subordinação
Durante o seu tempo de serviço, esteve subordinado às seguintes flotilhas:
| Período                                   | Flotilha                                  |
| ----------------------------------------- | ----------------------------------------- |
| 29 de maio de 1941 - 1 de agosto de 1941  | 3. Unterseebootsflottille (treinamento)   |
| 1 de agosto de 1941 - 3 de agosto de 1943 | 3. Unterseebootsflottille (serviço ativo) |

## Operações conjuntas de ataque
O U-572 participou das seguinte operações de ataque combinado durante a sua carreira:
- Rudeltaktik Brandenburg (15 de setembro de 1941 - 1 de outubro de 1941)
- Rudeltaktik Störtebecker (5 de novembro de 1941 - 19 de novembro de 1941)
- Rudeltaktik Gödecke (19 de novembro de 1941 - 26 de novembro de 1941)
- Rudeltaktik Hai (3 de julho de 1942 - 21 de julho de 1942)
- Rudeltaktik Streitaxt (20 de outubro de 1942 - 2 de novembro de 1942)
- Rudeltaktik Schlagetot (9 de novembro de 1942 - 16 de novembro de 1942)
- Rudeltaktik Falke (28 de dezembro de 1942 - 19 de janeiro de 1943)
- Rudeltaktik Landsknecht (19 de janeiro de 1943 - 28 de janeiro de 1943)
- Rudeltaktik Hartherz (3 de fevereiro de 1943 - 7 de fevereiro de 1943)
- Rudeltaktik Seeteufel (21 de março de 1943 - 30 de março de 1943)
- Rudeltaktik Löwenherz (1 de abril de 1943 - 10 de abril de 1943)